# Joan Mesquida i Pisà
Joan Mesquida i Pisà. Mercader mallorquí i destacat austriacista. Fill del mercader Joan Mesquida Guaita i d'Uniça Pisà Solivelles. Carles II concedí al seu pare la ciutadania militar i el títol de dipositari reial, els drets i delmes de les cavalleries de Llombregat (Petra), Cruelles (Esporles) i Barceló (Felanitx). Es va casar amb Elionor Sastre i Mesquida. Va heretar les propietats familiars i el càrrec de dipositari reial.
Durant la Guerra de Successió donà suport a l'austriacisme amb les seves embarcacions i suport econòmic tant a Menorca com a Barcelona. Quan va acabar la guerra va decidir exiliar-se. El cronista Castellví assenyala que Carles VI el gratificà el 1716 amb 900 ducats pel naixement de l'arxiduc Leopold. Amb el Tractat de Viena (1725) es retornà al seu fill el càrrec i a la seva dona les propietats expropiades. Morí a Viena el 1730.